# Inventario contabile
Un inventario contabile, in ragioneria,  è la lista dei componenti attivi e passivi del patrimonio di un'azienda, registrati sotto gli aspetti qualitativo e quantitativo.
Per redigere un inventario sono necessarie le seguenti operazioni sugli elementi patrimoniali:
- Ricognizione (o ricerca);
- Classificazione;
- Descrizione;
- Valutazione;
- Rappresentazione.

Gli inventari si classificano in base a vari criteri:
1. Natura dei dati:
  1. inventari a quantità monetarie
  2. inventari a sole quantità fisiche
2. Ricorrenza nel tempo:
  1. Inventari ordinari
  2. inventari straordinari
3. Ampiezza dell'oggetto:
  1. inventari generali o totali
  2. inventari parziali
4. Grado di analisi del contenuto:
  1. inventari analitici
  2. inventari sintetici
5. Origine dei dati:
  1. inventari contabili
  2. inventari di fatto o extracontabili
6. Proprietà dei beni:
  1. inventario dei beni propri
  2. inventario dei beni di terzi
7. Forma espositiva:
  1. inventario a sezioni contrapposte o divise
  2. inventario a sezioni sovrapposte
8. Scopo:
  1. inventario di costituzione
  2. inventario di funzionamento o d'esercizio
  3. inventario di cessione
  4. inventario di liquidazione

Il Registro dei Beni Ammortizzabili, è previsto dalla normativa fiscale all'art. 16 del DPR (Decreto del Presidente della Repubblica) 600/1973, che prescrive:
"Nel Registro devono essere indicati, per ciascun immobile e per ciascuno dei beni iscritti in pubblici registri, l'anno di acquisizione, il costo originario, le rivalutazioni, le svalutazioni, il fondo di ammortamento nella misura raggiunta al termine del periodo d'imposta precedente, il coefficiente di ammortamento effettivamente praticato nel periodo d'imposta, la quota annuale di ammortamento e le eliminazioni dal processo produttivo.
Per i beni diversi da quelli indicati nel comma precedente le indicazioni ivi richieste possono essere effettuate con riferimento a categorie di beni omogenee per anno di acquisizione e coefficiente di ammortamento."
L'articolo 2217 c.c. prescrive che l'inventario deve redigersi all'inizio dell'esercizio dell'impresa e successivamente ogni anno, e deve contenere l'indicazione e la valutazione delle attività e delle passività relative all'impresa, nonché delle attività e delle passività dell'imprenditore estranee alla medesima.
L'inventario si chiude con il bilancio e con il conto dei profitti e delle perdite."
L'articolo 2, comma 1, del Regolamento recante norme per la semplificazione delle scritture contabili, emanato con DPR n.ro 695 del 9 dicembre 1996, stabilisce che:
"le annotazioni da effettuare nel Registro dei Beni Ammortizzabili, di cui all'art.16 del DPR n.ro 600 del 29 settembre 1973, possono essere eseguite anche nel libro degli inventari di cui all'art. 2217 c.c."
Viene data, quindi, la possibilità di non avvalersi del Registro dei Cespiti Ammortizzabili, utilizzando, ai fini delle relative registrazioni il libro degli inventari, purché su tale libro vengano analiticamente riportati tutti i dati richiesti dal citato art.16 del DPR 600/1973, che risultano essere:
- Anno di acquisizione;
- Costo originario;
- Rivalutazioni;
- Svalutazioni;
- Fondo di Ammortamento al termine del periodo d'imposta precedente;
- Coefficiente d'ammortamento effettivamente praticato;
- Quota annuale di ammortamento;
- Eliminazioni dal processo produttivo.

I dati sopra richiesti, devono essere riportati ed indicati per ciascun immobile e per ciascuno dei beni iscritti nei pubblici registri, mentre, per gli altri beni tali indicazioni possono essere effettuate per categorie di beni omogenee per anno di acquisizione e coefficiente di ammortamento.